# San Felipe de Neri Church
De San Felipe de Neri Church is een rooms-katholieke kerk in de Amerikaanse stad Albuquerque, in de staat New Mexico. De kerk is gebouwd in 1793 en is daarmee een van de oudste gebouwen van de stad.

## Geschiedenis
Albuquerque werd in 1706 gesticht als een Spaanse koloniale voorpost van Nieuw-Spanje. In 1719 werd de eerste kerk gebouwd aan het centrale plein. Dit gebouw stortte echter in door zware regenval in de zomer van 1792. Het daaropvolgende jaar is de huidige kerk gebouwd. De twee torentjes werden in 1861 gebouwd. Jezuïeten uit Napels bouwden in 1878 ten noordwesten van het kerkgebouw een school en in 1881 werd ten oosten van de kerk een klooster voor de Zusters van Liefde gebouwd.
De kerk is opgenomen in het National Register of Historic Places.